# Moteur Volkswagen G60
Les moteurs Volkswagen G60 et G40 sont des moteurs à essence quatre cylindres en ligne automobile, utilisant une technologie particulière de suralimentation par compresseur de type spirale.
Le moteur G60 était fabriqué par le constructeur automobile allemand Volkswagen Group, et a été installé dans un nombre et une gamme limitée de voitures sportives à hayon Volkswagen d'août 1988 à juillet 1993 .
Un moteur G40 de conception identique mais avec une cylindrée plus petite, avait auparavant été installé dans la Volkswagen Polo GT G40 Mk2 d'août 1986 à juillet 1994.

## Conception et spécifications

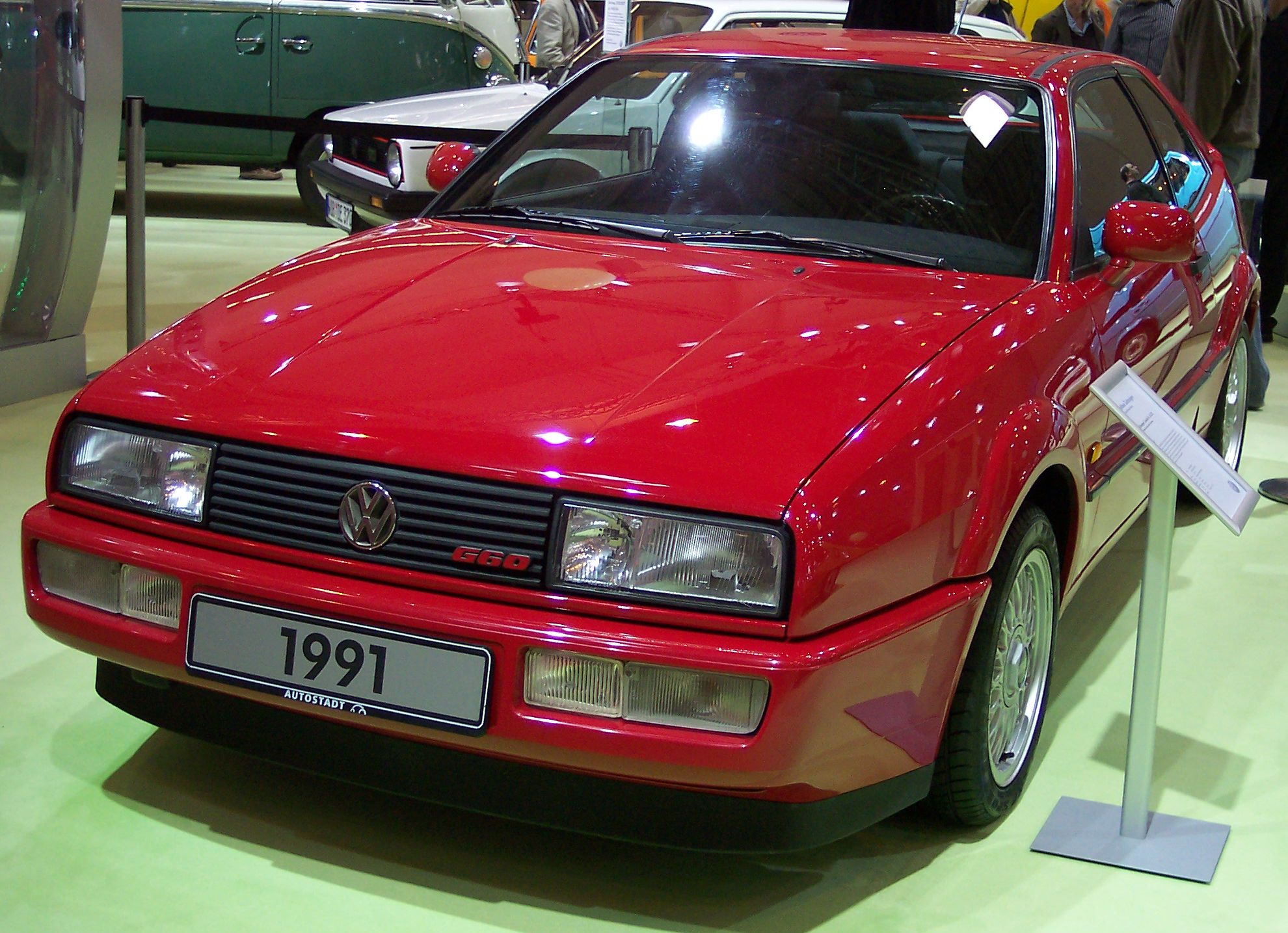
Volkswagen Corrado équipée d'un moteur G60

Le G60 est un moteur à combustion interne de 1.8 litre (1781 et 1 763 cm3), avec un alésage de 81 mm et une course de 86,4 mm. Le bloc-cylindres est en fonte grise et la culasse en alliage d'aluminium coulé recevait un traitement thermique post-production supplémentaire. Le carter contient un vilebrequin en acier forgé fonctionnant sur cinq paliers principaux et des pistons en fonte avec des goujons de grande taille. Ce moteur possède deux soupapes par cylindre (huit soupapes au total) actionnées par des poussoirs hydrauliques via un arbre à cames en tête (SOHC) en acier forgé entraîné par une courroie crantée. Les soupapes sont maintenues par deux ressorts concentriques, un pour l'admission et un pour l'échappement. L'air d'admission est refroidi par l'intermédiaire d'un intercooler. Une unité de commande moteur Bosch Digifant gère le fonctionnement et la commande du moteur ainsi que l'injection de carburant multi-point à rampe commune et un capteur de cliquetis. Ce moteur produit une puissance maximale de 118 kW (160 ch) à 5 800 tr/min avec un couple de 225 N m à 4 000 tr/min.
Bien que basé sur un moteur du groupe Volkswagen existant et issu de la série EA827, ce bloc a subi de nombreuses modifications. Il est généralement considéré comme un groupe motopropulseur distinct des autres. Il a été nommé d'après le compresseur en magnésium " G-Lader " auquel il est accouplé - ce compresseur ayant un diamètre d'entrée de 60 mm, d'où le nom "G60". Afin d'abaisser la température de l'air d'admission ce bloc est équipé d'un intercooler intermédiaire monté sur le côté (side-mounted intercooler : SMIC) positionné devant la roue avant gauche.
Le moteur G60 a été développé à partir d'une version antérieure plus petite appelée G40 et basée sur la série EA111. Ce moteur de 1,3 litre (1 272 cm3) avait un alésage de 75 mm et une course de 72 mm. Le compresseur du G40 à un diamètre d'entrée de 40 mm, d'où le nom "G40". Le moteur G40 produisait une puissance maximale de 85 kW (116 ch) à 5 500 tr/min et un couple de 150 N m à 3 500 tr/min.

## Applications
Le moteur original "G-Lader" G40, version plus petite du moteur G60, fut utilisé dans la Volkswagen Polo MKII Coupé GT G40. Le moteur G40 pouvait propulser cette petite voiture à une vitesse de pointe de 196 km/h.

Le plus gros moteur G60 fut lancé en Août 1988 dans la Volkswagen Passat B3 G60 et la Golf G60 MKII. Dans la Golf, ce moteur était capable de propulser la voiture de 0 à 100 km/h en 7,8 secondes avec une vitesse de pointe de 216 km/h. 

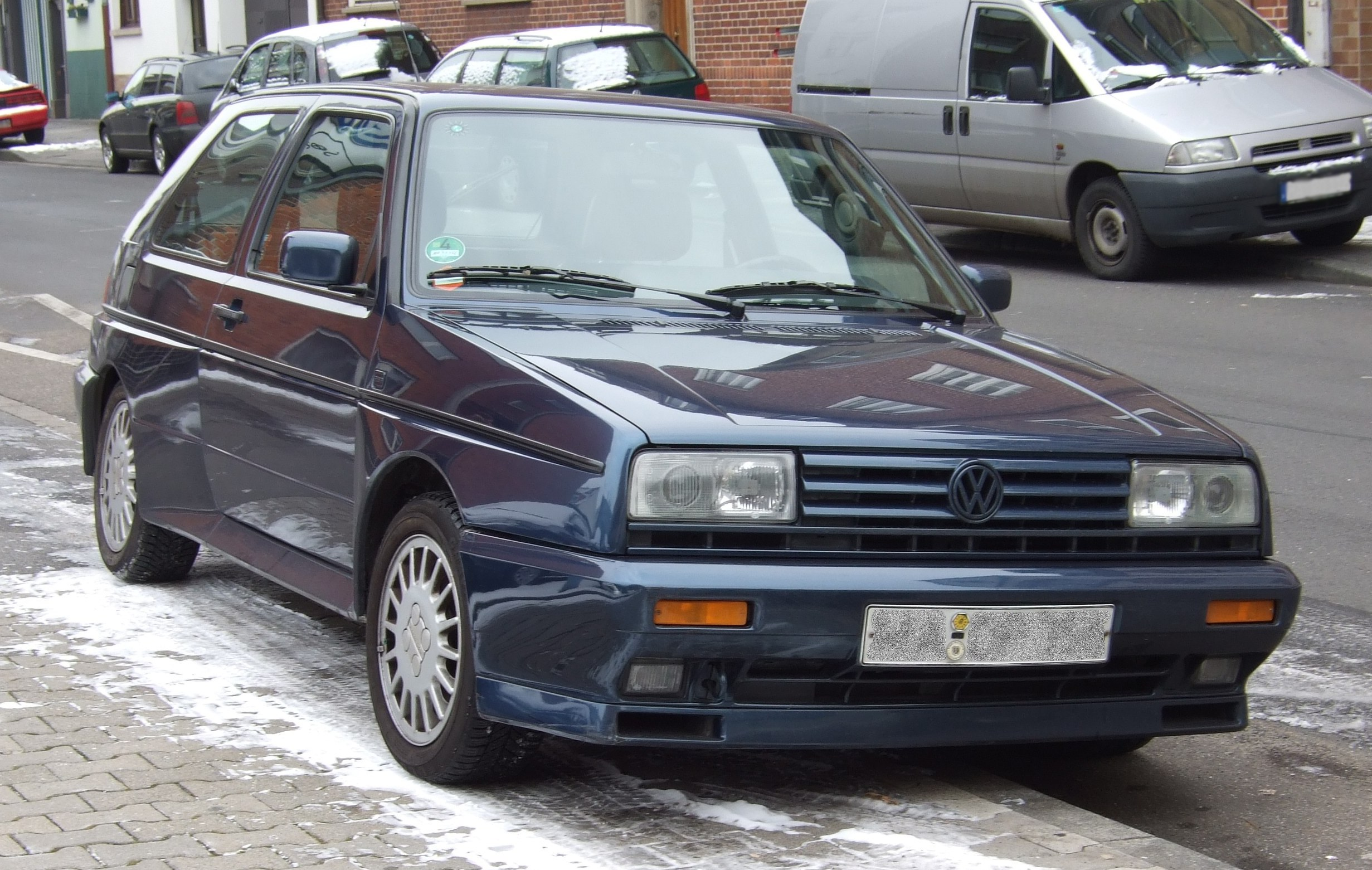
Volkswagen Golf Mk2 Rallye propulsée par le moteur G60

Un mois plus tard, en septembre 1988, la Volkswagen Corrado G60 fut lancée. Les performances de la Corrado G60 donnent un 0 à 100 km/h en 8,3 secondes et une vitesse de pointe de 225 km/h.
Aux États-Unis le moteur G60 n'était utilisé que sur la Corrado. Celui-ci fut abandonné en 1992 au profit du nouveau moteur VR6 plus puissant.

La Golf Rallye, une variante Syncro quatre roues motrices de la Golf G60 fut produite en série limitée. Celle-ci était également propulsée par le moteur G60 à huit soupapes mais avec une cylindrée moteur ramenée à 1 763 cm3 à des fins d'homologation sportive. Cette version embarquait un intercooler intermédiaire plus grand monté sur toute la largeur du radiateur. La puissance restait inchangée à 118 kW (160 ch). 

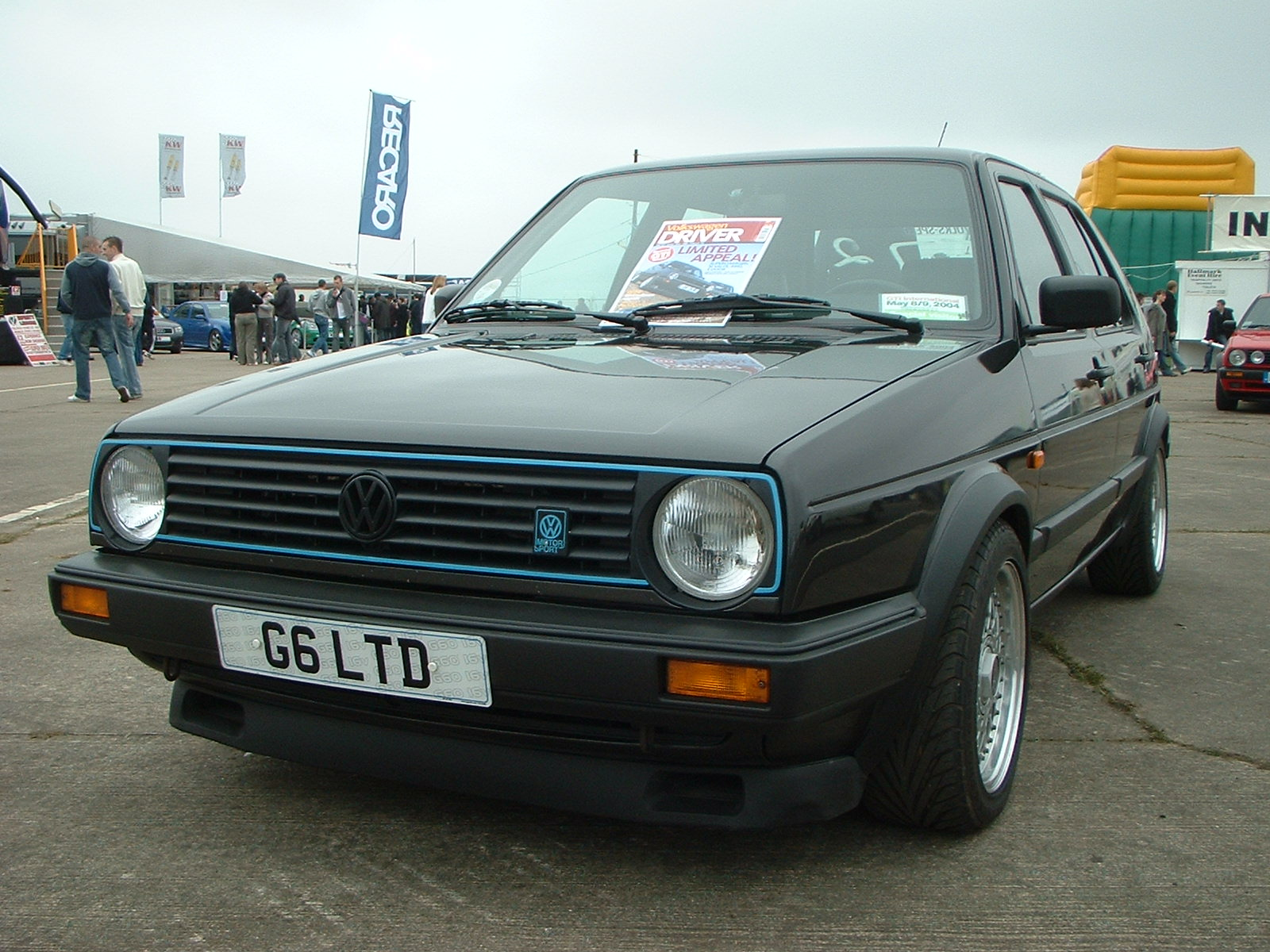
Une très rare Volkswagen Golf Mk2 G60 Limited produite à 71 exemplaires

Un moteur G60 équipée d'une culasse 16 soupapes a été utilisé dans une version particulièrement rare, la Golf Limited. Seuls 71 exemplaires furent produits par VW Motorsport, uniquement disponibles en Allemagne. Ces Golf Limited étaient toutes des versions Syncro à quatre roues motrices,. La puissance fut portée à 154 kW (209 ch), la voiture pouvant accélérer de 0 à 100 km/h en 6,4 secondes avec une vitesse de pointe de 247 km/h. Une version encore plus puissante de 235 ch pouvait être réalisée sur demande par VW Motorsport. Elle fut la voiture de production la plus performante de Volkswagen, jusqu'à la sortie de la Golf R32 en 2004.,
Comme tout moteur suralimenté ou turbocompressé, le moteur G60 est sensible aux températures élevées de l'air d'admission, de sorte que les performances du moteur dépendent beaucoup des conditions météorologiques. Certains modèles, comme la Golf Rallye, ou même certaines variantes de la Golf G60, avaient un intercooler plus grand et mieux placé, ce qui se traduisait par des performances accrues et plus cohérentes par rapport à l'intercooler placé en standard dans l'aile avant gauche.

## Codes d'identification des moteurs VW G
Tous les moteurs à combustion interne Volkswagen à compresseur G sont des modèles à quatre cylindres en ligne SACT, à quatre temps avec injection électronique multipoints Bosch Digifant, refroidissement liquide et utilisent un compresseur de suralimentation G :
| Code identification moteur | Cylindrée | Distribution | Puissance Max.                 | Couple Maxi.           | Applications                             | Années                                    |
| -------------------------- | --------- | ------------ | ------------------------------ | ---------------------- | ---------------------------------------- | ----------------------------------------- |
| G40 PY                     | 1 272 cm3 | SOHC 8v      | 85 kW (116 ch) à 5 500 tr/min  | 150 N m à 3 500 tr/min | Polo Mk2 GT G40                          | 08/86 > 07/94                             |
| G60 1H                     | 1 763 cm3 | SOHC 8v      | 118 kW (160 ch) à 5 800 tr/min | 225 N m à 4 000 tr/min | Golf Mk2 G60 Golf Mk2 Rallye             | 08/88 > 07/89 06/89 > 01/91               |
| G60 PG                     | 1 781 cm3 | SOHC 8v      | 110 kW (150 ch) catalysée      | 225 N m à 3 800 tr/min | Passat (B3) G60                          | 08/88 > 07/89                             |
| G60 PG                     | 1 781 cm3 | SOHC 8v      | 118 kW (160 ch) à 5 800 tr/min | 225 N m à 4 000 tr/min | Golf Mk2 G60 Passat (B3) G60 Corrado G60 | 08/88 > 07/91 08/88 > 07/93 09/88 > 07/93 |
| G60 3G                     | 1 781 cm3 | DOHC 16v     | 154 kW (209 ch) à 6 300 tr/min | 247 N m à 5 000 tr/min | Golf Mk2 Limited Syncro 4WD              | 10/88 > 02/89                             |